# ゲオーニーム
ゲオーニーム（Geonim または Gaonim、גאונים gə’ônīm、単数形はガーオーン Gaon גאון gā’ôn）は、タルムードが完成した後の6世紀から11世紀においてバビロニアのユダヤ人コミュニティーとイェシーバー（学塾）の中での、スラとプンペディタにおけるイェシーバー長の称号。ユダヤ教史では、この時代を狭い意味でゲオーニームの時代という。

## 概要
ゲオーニームは、この時代のユダヤ教徒世界のユダヤ教面での指導者であった。
また、10世紀、11世紀のイスラエルの地における学塾長もこの称号を用い、12世紀、13世紀のエジプト、ダマスカス、バグダードにおいてもこの称号が使用された。
聖書、タルムードなどについて深い知識を持つもの、博士について、例えば「ヴィルナのガーオーン」といった風に尊称のように用いることがある。アシュケナジム社会では学識を褒め称えるときに「ゴーエン（goen）」という言葉を使ったりもしたため、これが現代ヘブライ語にも受け継がれている。

## 主なガーオーンの一覧
- サアドヤー・ガーオーン（サアディア・ガオン）
- ハイ・ガーオーン（英語版）
- アムラム・ガーオーン（英語版）
- シェリーラー・ガーオーン（英語版）

英語版カテゴリーも参照のこと